# وزارة جعفر العسكري الثانية
وزارة جعفر العسكري الثانية أو الوزارة العسكرية الثانية هي حكومة عراقية تأسست في 21 تشرين الثاني 1926 خلفا لوزارة عبد المحسن السعدون الثانية. استمرت الوزارة حتى يوم 11 كانون الثاني 1928.
شغل جعفر العسكري منصب رئيس الوزراء للمرة الثانية بعد وزارته الأولى.

## تشكيلة الوزارة[1]
- رئيس مجلس الوزراء: جعفر العسكري، وكذلك وزيرا للخارجية.
- وزير المالية: ياسين الهاشمي، وكذلك وكيل رئيس الوزراء. استقال من رئاسة رئاسة الوزارة في 27 تشرين الأول 1927
- وزير الداخلية: رشيد عالي الكيلاني، كذلك وكيل رئاسة الوزراء بعد ياسين الهاشمي
- وزير الدفاع: نوري السعيد
- وزير الأوقاف: أمين عالي باش أعيان
- وزير العدلية: رؤوف الجادرجي
- وزير الإشغال والمواصلات: محمد أمين زكي
- وزير المعارف: عبد المهدي المنتفكي

## التعديلات الوزارية
في 8 حزيران 1927، عبد المهدي المنتفكي استقال من منصب وزير المعارف.
في 13 تموز 1927، أسناد منصب وزارة الدفاع بالوكالة إلى رئيس الوزراء جعفر العسكري بسبب سفر وزير الدفاع نوري السعيد إلى لبنان في 6 تموز 1927 وعاد إلى العراق في 24 آب 1927.
في 6 آب 1927، جرت التعيينات الوزارية التالية:
- وزير الزراعة والري: عبد الحسين الجلبي
- وزير الإشغال والمواصلات: علوان الياسري
- وزير المعارف: محمد أمين زكي

في 12 أيلول 1927، سافر وزير المالية ياسين الهاشمي إلى لبنان، فتولى وزير الدفاع نوري السعيد رعاية شؤون وزارة المالية حتى عودته إلى بغداد في 28 أيلول 1927.
في 18 كانون الأول 1927، استقال كل من وزير الداخلية ووكيل رئيس الوزراء رشيد عالي الكيلاني ووزير المالية ياسين الهاشمي من الوزارة، مما أدى إلى تقديم جعفر العسكري استقالته في 8 كانون الثاني 1928.